# Simpulopsis
Simpulopsis is een geslacht van weekdieren uit de klasse van de Gastropoda (slakken).

## Soort
- Simpulopsis aenea L. Pfeiffer, 1861
- Simpulopsis araujoi Breure, 1975
- Simpulopsis citrinovitrea (Moricand, 1836)
- Simpulopsis cumingi L. Pfeiffer, 1861
- Simpulopsis eudioptus (Ihering in Pilsbry, 1897)
- Simpulopsis simula (Morelet, 1851)